# Morris FV
Der Morris FV war ein Lkw, der von Morris Commercial, einem Teil der britischen Morris Motor Company, von 1948 bis 1959 hergestellt wurde. Der Frontlenker ersetzte den Morris CVF. Nach der Fusion von Morris und Austin Motors wurde das Fahrzeug ab 1954 auch unter der Marke Austin vertrieben. 1955 wurde das Modell überarbeitet und erhielt die Bezeichnung Morris/Austin FE. Zusätzlich wurde eine Variante mit einer Nutzlast von sieben Tonnen angeboten, die den Austin Loadstar ersetzte. Diese Variante wurde 1958 durch den Morris FF, die anderen Varianten der Serie ab 1959 durch den Morris FG abgelöst.

## FV  series I/series II
Morris führte 1948 eine neue Frontlenker-Baureihe mit einer Nutzlast von fünf Tonnen ein. Der FV hatte eine einfache Kabine mit hinten angeschlagenen Türen. Das Design entsprach weitgehend dem von Vorkriegsfahrzeugen, obwohl die Entwicklung erst nach Ende des Zweiten Weltkrieges begann. Außer dem Pritschenwagen wurden auch Kastenwagen,  Sattelzugmaschinen  und Fahrgestelle für Sonderaufbauten angeboten. Ein Feuerwehrwagen auf dem Chassis des FV war ab Werk lieferbar.
Motorisiert wurde das Fahrzeug mit 4,3-Liter-Sechs-Zylinder-Dieselmotor, der in Lizenz der Adolph Saurer AG produziert wurde. Alternativ wurde der FV auch mit einem Morris Vier-Zylinder-Ottomotor mit 59 kW (80 PS) angeboten. Ab 1953 war auch ein Sechs-Zylinder-Ottomotor mit 74 kW (100 PS) verfügbar.  Nach der Fusionierung von Morris und Austin zu British Motor Corporation wurde zum Modelljahr 1954 die Kabine überarbeitet. Nunmehr wurde der FV auch als Austin vermarktet. Zu unterscheiden waren die technisch identischen Fahrzeuge am Kühlergrill, der beim Morris herzförmig war. 
1954 wurde das Fahrzeug überarbeitet, die Türen waren nun vorn angeschlagenen. Diese Serie wurde als series II bezeichnet, die bis 1954 gefertigten Fahrzeuge der Ursprungsversion erhielten die Bezeichnung series I.

## FE
1955 erschien der auch als series III bezeichnete FE mit überarbeitetem Fahrerhaus. Technisch gab es keine Veränderungen zum Vorgängermodell. Auch äußerlich wurden die Fahrzeuge der beiden Marken angeglichen, die Modelle unterschieden sich nur noch durch die Bezeichnung und Embleme. Als Nachfolger des Austin Loadstar ergänzte eine Variante mit einer Nutzlast von sieben Tonnen das Angebot. Dieser Typ wurde nur unter der Bezeichnung BMC FE über die Händlernetze von Morris bzw. Austin vertrieben. Ab 1956 entfiel bei allen Morris-Modellen der Zusatz Commercial, der Fahrzeuge der Nutzfahrzeugsparte von Morris kennzeichnete.